# ツール・ド・フライデー
ツール・ド・フライデーは、2010年4月2日から2021年3月26日まで毎週金曜日の09:00～10:50にFMとやまで放送されていたラジオ番組。
番組名の由来は、フランスの自転車レース『ツール・ド・フランス』から。

## 概要
2010年3月26日に終了した『セピア色の街へ～自転車にのって』の後継番組として開始。
2021年3月5日放送の9時台ラストで3月26日をもって放送を終了することが発表された。

## パーソナリティー
- 高橋紀代美

## コーナー
- 剣幸のkohibumi通信（09:10頃・（第2・第4））
  - 元宝塚歌劇団・月組男役トップスターの剣幸に高橋が電話インタビュー。
- 思い出のヒットソング（09:20頃）
  - 毎回テーマを決めて懐かしい曲を紹介する。
- みやさかよしおのニュースな時間（09:40頃）
  - 共同通信社の宮坂をスタジオに招き、話題になっている事を詳しく解説する。
- 日本酒あんな話こんな話（10:10頃・（第4））
  - 桝田酒造店の桝田隆一郎が日本酒などについて語る。
- ウッドデッキで素敵なひとときを（10:30頃（第1・第3））
  - 『Wood deck 工房 四季彩』の代表、舟瀬一志がウッドデッキの基本などについて語る。
- マイピュア・トーク（10:30頃（第2））
  - ピュア・ハウジングの稲垣英優が家づくりなどについて語る。